# サービス

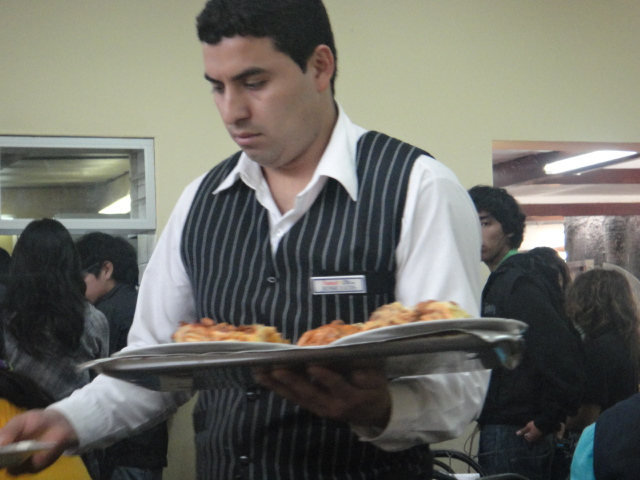
レストランのウェイター

サービス（英: service）あるいは用役（ようえき）、役務（えきむ）とは、経済活動において、売買した後にモノが残らず、効用や満足などを提供する、形のない財を指す経済学の用語である。第三次産業が取り扱う商品である。
また、サービスの概念に含まれる公共サービスは社会（国家、自治体や組合）がその費用を負担する役務のことである。資源やスキル、創意、経験などを活かし、提供者が消費者、市民などに提供する。

## 特性
同時性
売り買いした後にモノが残らず、生産と同時に消費されていく。しかしながら、サービス労働の対象としての人に物質化されるのではないかとの異論もある。
不可分性
生産と消費を切り離すことは不可能である。
不均質性／変動性
品質は一定ではない。
無形性／非有形性
触ることができず、はっきりとした形がないため、商品を購入前に見たり試したりすることが不可能である。
消滅性
形のないものゆえ、在庫にすることが不可能である。
以上の性質が全てに当てはまるわけではない。例えば、エンターテインメント産業（音楽、映像など）において、ライブパフォーマンス以外は同時性、不可分性を満たさない。修理、メンテナンス、クリーニングなどでは品質が標準化されることがある。情報産業ではサービスを形にして在庫にすることができる。

## 個人向け・事業所向けの分類
個人向けサービス業、事業所向けサービス業といった区分が用いられることもある。例えば、第3次産業活動指数では、
- 個人向け
  - 理容美容
  - 旅行
  - 娯楽（映画、サッカー、風俗など）
  - 自動車整備など
- 事業所向け
  - 法務、税務
  - エンジニアリング
  - 物品賃貸（リース）など

と分類している。

## 種類
下記に順不同で列挙するが、まさに多様といえる。
- レジャーサービス
- 宿泊サービス
- 金融サービス
- 教育サービス
- 情報サービス
- 医療サービス
- レンタルサービス
- 専門技術サービス
- アウトソーシング（業務請負）サービス[注釈 1]
- 人材派遣サービス
- 職業紹介サービス
- 郵便
- 運輸・倉庫（物流）
- 交通
- 通信
- 外食
- エネルギー
- エンターテイメント
- コンサルティング

## 各国の状況

### 日本

#### 歴史
日本においてサービスという言葉を最初に使ったのは、日本自動車会社の社長石沢愛三である。大正末期に米国を視察した際、米国の自動車販売に「サービス・ステーション」が大きな成果を上げていることを知り日本でもサービス・ステーションを広めようとする。帰国後、取引先関係各社にはがきをだす。文面は「今般、当社は完全なるサービス・ステーションに依り顧客本位の御便宜を計ることに相成り候」。これに対し、「サービス・ステーションという便利なものが到着した由、至急届けてもらいたい」との回答が多数返ってくる。これに困った石沢はサービス・ステーションの和訳を試みるが、辞書には、サービスとは奉仕的なるものとの記述のみであり、外国人にきいても要領を得なかったので、使うのをやめたという。
その後、1925年（大正14年）、フォード自動車が横浜に工場を置き操業を開始。米国フォード社自身が「サービス第一主義」を掲げ、フォード・モデルT全盛であったこともあり「サービス・エンジニヤー」を「プロダクション・エンジニヤー」以上に尊敬の対象としたほどで、全世界にサービス網を構築し安心して使用できることを訴求することが販売における重要なポイントであるとしていた。1927年（昭和2年）には日本GMが大阪工場の操業を開始。それぞれの会社が各府県に一箇所はディーラーを置き活動する。このような自動車関連海外資本の日本進出による諸活動が日本でのサービス概念の形成に大きく影響している。また特にGMは、英国資本のライジングサン石油と共に日本にガソリンスタンドを大量設置したことも欧米型サービスの地方への普及に貢献した。しかし、このようなサービスは当初より顧客本位を謳いながらも、海外現地法人下での活動では親会社本位が現実であり、ディーラーに多くのしわ寄せがなされ、原則各府県一箇所のディーラーが10年程で300程が契約されているところにその厳しさがあらわれている。

#### 誤解
日本においては、「サービス」という語を「奉仕」、「無料」、「値引き」、「おまけ」というような意味で用いていることも多く、誤解を招く要因となっている。
かつては、生産技術、生産管理、商品の品質管理のレベルが低く、不良品の発生率も高かった。このため、メーカーや販売店は不良品を新品と交換する、修理・交換部品を無料にする、修理代金を無料にするといった活動や、販売後のケアを無償とせざるを得なかった。また、人件費が低かったこともあり、商品の販売による売り上げさえ確保できれば、こういった修理や販売後ケアを無料にしてもコスト面で折り合いが付いた。その後、販売競争が激しくなっても、販売価格は据え置きでサービスが無料という形態は続いた。むしろ、サービスが無料という点は、販促のための方策でもあった。製造業や流通業の立場からでも「顧客は値引きを求めている」という解釈を行い、顧客が実際に求めているか否かに関わりなく、各種サービスを無料にすることが行われていた。営業職側も、営業調査やマーケティング調査を怠り、安易な値引き路線やおまけ付与という営業活動が慣習化されていた。
100円均一の回転寿司や100円ショップ、1000円均一の理髪店などが優れたビジネスモデルとして顧客の人気を獲得している一方、技量の優れた職人が握る寿司屋や丁寧に対応する理髪店、美容院もまた同様に支持されていることから、顧客はサービスの差を理解しているとも判断されている。

#### サービス業、サービス産業
サービス業（サービス産業）はサービスを取り扱う産業のことであるが、その範囲は、使用される状況や資料によって異なる。広義のサービス業は、第三次産業と同義である。例えば、第637回統計審議会では、「第一次産業、第二次産業に含まれないその他のもの全てを第三次産業として、サービス産業としている」とある。また、経済産業省産業構造審議会サービス政策部会の中間報告書では、「サービス産業は第三次産業と同義で、エネルギーや通信、運輸や卸・小売等も含む」とある。また、形のない財をサービスと呼ぶことから、形のある財を取引する卸売業・小売業を除いた第三次産業を指して、サービス業と呼ぶこともある。狭義のサービス業は、第三次産業をいくつかに分類したときに、その分類に当てはまらないもの全てを総称して呼ぶ。そのため、「○○以外」という表現を用いないで、狭義のサービス業を定義することは不可能である。日本標準産業分類では、第三次産業のうち、電気・ガス・熱供給・水道業、情報通信業、運輸業、卸売・小売業、金融・保険業、不動産業、飲食店、宿泊業、医療、福祉、教育、学習支援業、複合サービス事業、公務に分類されないものを指す。
学術団体については、1951年4月21日、日本商業学会が慶應義塾大学教授向井鹿松を初代会長として設立された。

#### 2002年のサービス業の分類変更
2002年の日本標準産業分類改訂により、「サービス業」は見直しが行われ、分割や他の産業との統合が行われた。その結果、以前の分類とは内容が異なっており、時系列での比較には注意が必要となる。
大分類として新しく起こされたものを挙げると、
- 宿泊業が飲食業と統合され、「飲食店、宿泊業」となった。
- 従来のサービス業から「医療、福祉」が分割、大分類となった。
- 同じく、「教育、学習支援業」が分割、大分類となった。
- 協同組合が郵便局と統合され、「複合サービス事業」となった。

統計の産業分類は日本標準産業分類に準じるため、順次新分類に移行している。ただし、数年おきの大規模な調査では新分類で調査を行っていなかったり、自治体の統計では2002年改訂以前の分類によっているものもある。